# Organizacija znanja

## Uvod
Znanje čini skup činjenicâ, informacijâ i vještinâ stečenih izobrazbom ili iskustvom s ciljem teoretskog ili pismenog razumijevanja i rješavanja problema. Ono je dinamično jer nastaje složenim socijalnim interakcijama između pojedinca i organizacijâ. Pod pojmom organizacija znanja podrazumjevamo sustav koji se bavi principima, metodama i tehnikom prikupljanja, organiziranja, pohrane i dijeljenja znanja u organizaciji i društvu. Pri tome veliku ulogu ima pisana dokumentacija, a sve više i dokumentacija pohranjena u elektronskim bazama (skupljanje, pronalaženje, razvrstavanje i dostupnost) kao i informacijski menadžment i menadžment znanja.

## Prezentacija znanja
Dok je kod organizacije znanja težište na pronalaženju i razvrstavanju postojećih fondova znanja pomoću bazâ podataka, u okviru prezentacije znanja pokušava se informaciju direktno i što preciznije prenijeti. Znanje se reprezentira preko odgovorajućih vršitelja dužnosti. Granice su međutim neznatne, pošto većina sistema organizacije znanja već reprezentira neke strukture i svaka prezentacija znanja pretpostavlja neko strukturiranje.  Rječnici stranih riječi i enciklopedije također posjeduju razvrstane sadržaje te predstavljaju čvrste temelje za daljnju nadogradnju i skupljanje informacijâ iz dokumentacije, a dio znanja se također koristi iz pisanih autorskih djela (organizacija) i definicije (reprezentacija).

## Instrumenti i metode organizacije znanja
Organizacija znanja, u pravilu, nastaje uz pomoć različitih sadržajnih sistema (Knowledge Organization Systems - KOS) koji, između ostalog, pomažu pri utvrđivanju sistematske, kontrolirane i jedinstvene terminologije. Razvija mentalitet razmjene i dijeljenja znanja, otvara nove kanale protoka znanja, te govori o svijetu radnika znanja (knowledge worker) i menadžera znanja (knowledge manager), a konačno i o društvu znanja koje ima veliku ulogu, odnosno dvostruku ulogu, kao prezenter i kao prikupljač novih informacijâ vezanih uz znanje i organizaciju istog.
Organizacija znanja se pritom služi tradicionalnim, očuvanim instrumentima i metodama, kao i novijim pristupima koji podupiru proces pronalaženja. U načelu, postoje dva načina pronalaženja informacija:
- Formalni
- Sadržajni

Kod formalnog pronalaženja (npr. u knjižnicama za pronalazak formalnih kriterija poput autora, naslova itd.) kao instrumenti koriste se pravila (djela), norme (podaci) i standardi.
Kod sadržajnog pronalaženja koriste se dokumentacijski jezici .
Sadržajno pretraživanje može se podijeliti na:
- Uspostavu sadržajnih podataka (recenzije, sažeci i anotacije ).
- Sadržajne oznake pomoću bilješki (rezultat klasifikacije u grubog pretraživanja) i pomoću ključnih riječi (rezultat predmetnog indeksiranja u detaljnom pretraživanju).

Kod tematske pretrage u grubo kao pomoćno sredstvo može poslužiti klasifikacija i facetna klasifikacija, a kod detaljne pretrage koriste se tezaurusi. Potonja posebno pomaže pri kontroli terminologije (npr. skupljanje sinonima i kontrola homonima, normiranje različitih formi riječi, leksikalizacije parafraza i sl.). Daljnji instrumenti koji se koriste pri procesu pretraživanja između ostalog su registri (stvaranje alternativnog pristupa na sadržaje dokumenata) i kazala.

## Primjeri
Primjeri za sisteme kod organizacije znanja su knjižnični katalozi i kazala. No to mogu biti i razni rječnici, enciklopedije i sl. u kojima su pojmovi također organizirani prema propisanim standardima.

## Zaključak
Organizacija znanja je vrlo složen proces. Prvo je trebalo definirati znanje, a zatim objasniti pojam organizacije znanja. Uz prikupljanje i obradu informacijâ (znanja), trebalo ih je i prezentirati. Svaka prezentacija znanja ima svoju strukturu (koja treba biti čvrsta) ili pretpostavlja strukturiranje kako bi se korisnici što lakše snalazili u tom, većini nepoznatom, okruženju. Svi se mi nalazimo u rastućem društvu znanja koje ima veliku ulogu kao instrument organizacije znanja. Organizacija znanja je jako širok pojam, pa se ne treba čuditi ako negdje nisu svi primjeri upotrebe, procesi, načini pretraživanja i sl. navedeni.